# Liste von Malern/I
Die folgende Liste führt möglichst umfassend Maler aller Epochen auf.
Die Liste ist soweit vorhanden alphabetisch nach Nachnamen geordnet.

## I…
Iannone, Dorothy (1933–2022)
Ibels, Henri-Gabriel, (1867–1936), Frankreich
Ihrke, Carl (1921–1983), Deutschland
Ike no Taiga, (1723–1776), Japan
Ikemura, Leiko (* 1951)
Ikhlas (um 1600), Indien
Ilgenfritz, Heinrich (1899–1969), Deutschland
Ille, Eduard (1823–1900)
Illies, Arthur (1870–1952), Deutschland
Illies, Otto (1881–1959), Deutschland
Illmer, Willy (1899–1968)
Illner, Walther (1874–1959), Deutschland
Immendorff, Jörg (1945–2007)
Imparato, Girolamo († 1607), Italien
Indiana, Robert (1928–2018)
Induno, Girolamo (1827–1890)
Ingres, Jean-Auguste-Dominique (1780–1867), Frankreich
Inness, George (1825–1894)
Inoue, Kazuko (* 1946)
Inoue, Yūichi (1916–1985), Japan
Insley, Will (1929–2011), USA
Interguglielmi, Elia (1746–1835), Italien
Ipcar, Dahlov (* 1917)
Irmer, Carl (1834–1900)
Irmer, Michael (1955–1996)
Irwahn, Martin (1898–1981), Deutschland
Isaachsen, Olaf (1835–1893), Norwegen
Isabey, Eugène (1803–1886)
Isabey, Jean-Baptiste (1767–1855)
Isăilă, Ion-Ilarion (* 1953)
Iseli, Rolf (* 1934), Schweiz
Isenmann, Caspar (um 1430–nach 1480), Elsass
Iser, Iosif (1881–1958), Rumänien
Israëls, Jozef (1824–1911)
Istler, Josef (1919–2000)
Itō Jakuchū (1716–1800), Japan
Itten, Johannes (1888–1967)
Ittenbach, Franz (1813–1879)
Iwanow, Alexander (1806–1858)
Iwanow, Andrei (1775–1848)
Ixa, Rissa (* 1946), Niger
Izquierdo, Maria (1902–1955), Mexiko